# 謝姆丁利

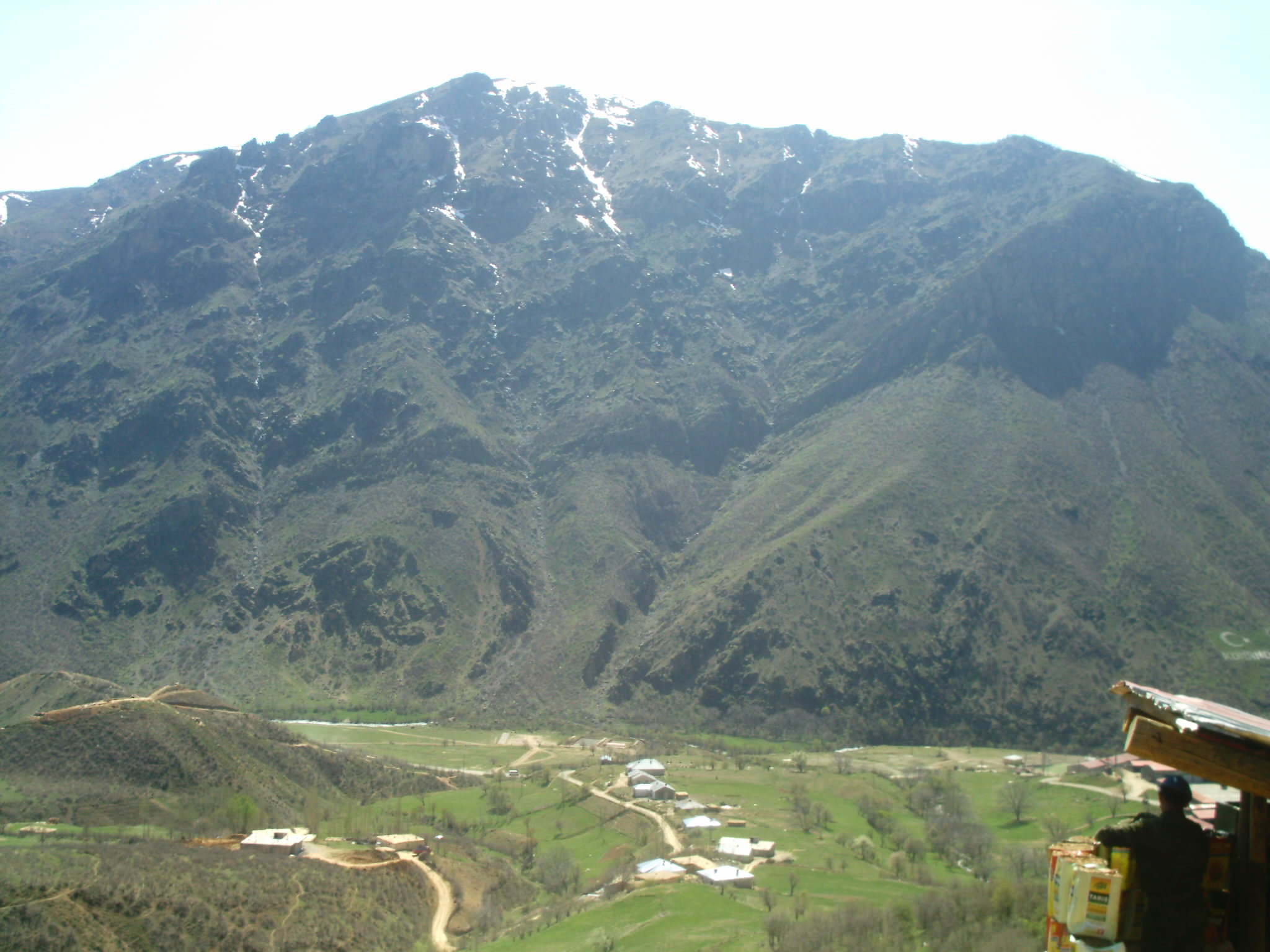

謝姆丁利是土耳其的城鎮，由哈卡里省負責管轄，位於該國東南部，毗鄰與伊朗和伊拉克接壤的邊境，面積1,661平方公里，海拔高度1,450米，2008年人口13,081。

## 外部連結
- Şemdinli indictment（页面存档备份，存于）, Milliyet （土耳其文）

37°18′N 44°34′E / 37.300°N 44.567°E